# لا كبير

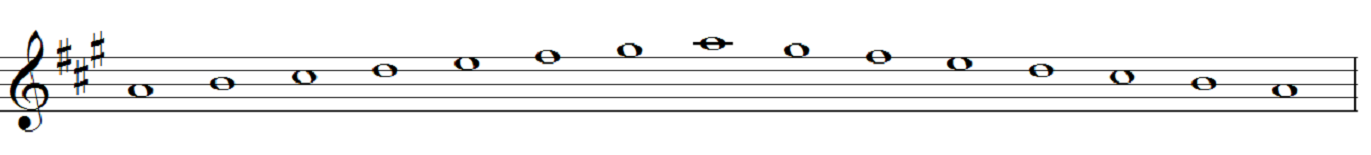
سلم لا كبير صعوداً وهبوطاً

لا كبير (A major) هو سلم موسيقي كبير يتألف من الدرجات الموسيقية لا A، سي B، دو المرتفعة ♯C، ري D، مي E، فا المرتفعة ♯F، صول المرتفعة ♯G، وينتهي بمفتاح لا A، وذلك على الترتيب التالي من اليسار إلى اليمين:
A, B, C♯, D, E, F♯, G♯, A
يحوي سلم لا الكبير على ثلاث إشارات رفع، واحدة على الدو وواحدة على الفا وواحدة على الصول.
إن المفتاح الموسيقي القريب له على السلم الصغير هو فا مرتفع صغير، أما المفتاح الموسيقى الموازي فهو لا صغير.